# Schit-Orășeni, Botoșani
Schit-Orășeni este un sat în comuna Cristești din județul Botoșani, Moldova, România.